# بيدرو ماركيز
بيدرو ماركيز (31 مارس 1988 بفيغيرا دا فوز في البرتغال - ) هو لاعب كرة قدم برتغالي في مركز الوسط. لعب مع إنتر كلوب وريال مدريد ج ونادي بيروي ستارا زاغورا ونادي ريكرياتيفو ديسبورتيفو دو ليبولو وCD San Roque de Lepe ‏ ونادي فارنزي.

## روابط خارجية
- بيدرو ماركيز على موقع قاعدة بيانات كرة القدم.إي يو (الإنجليزية)
- بيدرو ماركيز على موقع Soccerway.com (الإنجليزية)